# Ятоба (древесина)
Ятоба, или курбарил, — древесина дерева Hymenaea courbaril.
Хотя ятобу часто называют бразильской или южноамериканской вишней, она не родственна растениям рода Вишня.

## Свойства древесины
Очень тверда, её твёрдость достигает 5,6 по шкале Бринелля или 2350 по шкале Янка. Для сравнения, твёрдость древесины дуба составляет 1360, а бразильского ореха — 3800 по шкале Янка.
Хорошо пилится, шлифуется, сверлится и пригодна для токарных работ.
Ядро от оранжево-розового до оранжево-коричневого цвета. После сушки ядро становится красновато-коричневым. Заболонь широкая, белого, серого или розоватого цвета, резко отграничена от ядра. Расположение волокон бывает как прямым, так и путано-свилеватым. Текстура от среднего размера до крупной. Ядро густо испещрено темными штрихами, изредка с золотистым блеском.
- Плотность: 900—1150 кг/м³
- Твёрдость по Бринелю: 5,6
- Коэффициент объёмного расширения: радиальный — 3,8 %, тангенциальный — 7,1 %.
- DIN -обозначение: CUB

## Использование
Используется для изготовления мебели, напольных покрытий, изготовления лестниц и в декоративных целях. Из древесины ятоба производится шпон для облицовки, пиломатериалы для столярных работ, спортивный инвентарь, рукоятки (для ножей и инструментов). Может быть использована при строительстве террас, но несколько склонна к образованию трещин.